# Варозеро
Варозеро — озеро на территории Сосновецкого сельского поселения Беломорского района Республики Карелии.

## Общие сведения
Площадь озера — 1,4 км², площадь водосборного бассейна — 45,6 км². Располагается на высоте 131,1 метров над уровнем моря.
Форма озера лопастная, продолговатая: оно вытянуто с северо-запада на юго-восток. Берега изрезанные, каменисто-песчаные, местами заболоченные.
Через озеро протекает река Вара, текущая ниже через озеро Перти и имеющая левый приток, вытекающий из озера Когу. Впадает в озеро Берёзовое. Последнее соединяется короткой протокой с озером Тунгудским, через которое протекает река Тунгуда, впадающая в реку Нижний Выг.
В озере более десяти безымянных островов различной площади, однако их количество может варьироваться в зависимости от уровня воды.
К северо-востоку от озера проходит автодорога местного значения.
Код объекта в государственном водном реестре — 02020001311102000008661.